# Піднесене
Величне, піднесене — категорія естетики, співвідносна з категорією «низьке», або «потворне», яка виражає ту грань естетичного освоєння світу, яка зумовлена взаємодією людини з потужними, незвичайними, значними явищами природи і культури.
У величному мусить переважати загальнолюдське духовне начало, пройняте гуманістичним пафосом. У цьому сенсі можна твердити, що категорія «величне» відображає нескінченність і вічність світу, могутність людського духу, безмежні перспективи в осягненні й олюдненні природи.
Сприймаючи явища природи, які ще до кінця або зовсім людством не освоєні (виверження вулкана, безодня зоряного неба, могутні хвилі океану тощо), героїчні вчинки людей, осягаючи епохальні суспільні події, людина, перемагаючи острах, відчуває особливе емоційне піднесення.
Сутність, форми існування і способи відтворення величного у мистецтві досліджували вчені з І ст. н. е. Зберігся трактат «Про величне», який тривалий час приписували Лонгіну (III ст. н. е.). Значний внесок у розробку піднесеного належить англійському публіцистові і політичному діячеві Е. Берку (1729—1797). Його праця «Філософське дослідження походження наших ідей про величне і прекрасне» (1757), в якій розмежовуються прекрасне і величне, вплинула на Ґ.-Е. Лессінга, Й.-Г. Гердера, Ф. Шиллера і через них на розробку теорії романтизму. Для Канта піднесеним ми називаємо те, що є безумовно великим і "що безпосередньо подобається завдяки своєму опорові проти інтересу чуттів". Г.-В.-Ф. Гегель (1770—1831) вважав, що піднесене характеризує той етап становлення абсолютного духу, на якому дух виходить за межі матеріальної форми, домінує над нею. Цьому етапові, на його думку, відповідає стадія розвитку мистецтва. Гегель розглядає ідею піднесеного у зв'язку зі спробою висловити нескінченне при відсутності предмета, за допомогою якого це можна зробити. У мистецтві ж піднесене він бачив переважно в просторі релігійного мистецтва, спрямованого на естетичне вираження ідеї про Бога. Гегель розрізняв велич духу героїчної особистості і героїчну епоху, розглядаючи умови виникнення героїчного. За Гегелем, у героїчну епоху Давньої Греції існував суттєвий зв'язок особистості і суспільства. Грецький герой не був відокремленим, він мав тісні зв'язки зі своїм родом, тому герой здобував максимум самостійності, його індивідуальність була для самої себе законом, не підпорядковувалася ніяким самостійно існуючим законам і суду. Тобто загальнодержавні і суспільні завдання людина виконувала як свої особисті. Також, Гегель розглядав героїзм не лише в контексті соціальної історії, але й через вираз духу. У ситуаціях, де героїзм є лише перемогою людини над собою, хоч він і спрямований на служіння загальним інтересам, Гегель не вважав справжньою величчю.

## Піднесене в літературі
Величне у літературі і літературознавстві пов'язане із втіленням у художньому слові героїчних характерів, значних суспільних подій та з оцінкою таких творів. Яскравими зразками піднесеного у літературі вважаються твори: «Божественна комедія» Данте Аліг'єрі, «Король Лір» Вільяма Шекспіра, «Втрачений рай» Дж. Мільтона, «Кавказ» Тараса Шевченка, «Мойсей» І. Франка, «Тигролови» Івана Багряного тощо.